# Kazanie Skargi

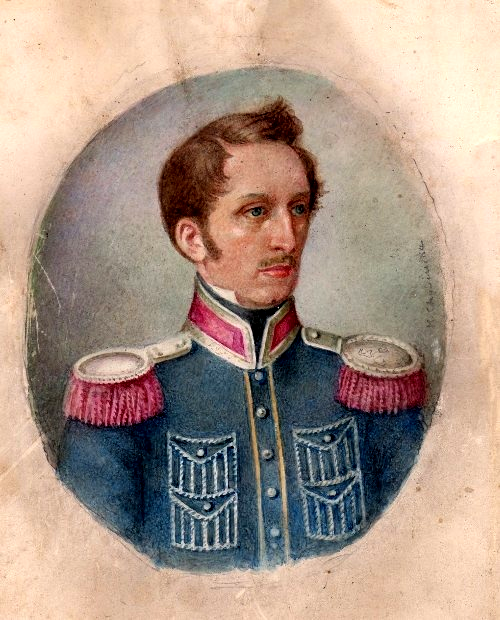
Michał Szweycer jako porucznik 1 pułku ułanów, 1831, model do postaci Piotra Skargi w Kazaniu Skargi Jana Matejki, 1864

Kazanie Skargi – obraz olejny Jana Matejki namalowany w latach 1862–1864, od 1986 w zbiorach Zamku Królewskiego w Warszawie (nr inw. ZKW 2048), dar hr. Jana Tomasza Zamoyskiego.
Od 1945 w Muzeum Narodowym w Warszawie (od 1986 depozyt Zamku Królewskiego). W 2021 roku Muzeum Narodowe w Warszawie zwróciło „Kazanie Skargi” Zamkowi Królewskiemu w Warszawie (długoletni depozyt).

## Opis
W prezbiterium katedry wawelskiej zgromadzili się na nabożeństwie: król Zygmunt III i najwięksi dostojnicy państwa i kościoła. Kazanie wygłasza Piotr Skarga. 
Główny bohater historii stoi po prawej stronie, nie na ambonie a między zgromadzonymi, na podwyższeniu na stopniach konfesji św. Stanisława. Gest, który wykonuje (ręce wzniesione do góry), podkreślony jest jasnym światłem za nim, na jego dłoniach i twarzy, co stanowi wyraźny kontrast z ascetycznym ubraniem ożywionym jedynie żółtą stułą. Doniosły, górujący nad nieruchomym audytorium Skarga żywo gestykuluje.
Matejko pokazuje różne reakcje słuchaczy na słowa kaznodziei, które można odczytać z wyrazu twarzy, ułożenia rąk. Od zasłuchania, zrozumienia, przejęcia po lekceważenie i roztargnienie, jakie widać na twarzy Zygmunta III Wazy, siedzącego niemal pośrodku, a uważanego za słabego króla.
W centrum obrazu leży rękawica, nienależąca do żadnej z przedstawionych postaci. Jest to podwójne wyzwanie rzucone przez samego Matejkę, że to on będzie wielkim malarzem i nauczycielem swojego narodu. Rękawice interpretuje się także jako wyzwanie rzucone magnaterii. Przecież pośrodku stoją: Janusz Radziwiłł, Mikołaj Zebrzydowski i Stanisław Diabeł Stadnicki – połączeni udziałem w rokoszu przeciw królowi, na których twarzach maluje się wściekłość i obrażona duma.
Na obrazie widoczny jest również hetman Jan Zamoyski siedzący po lewej stronie na podwyższeniu. Po lewej stronie w dolnej części obrazu widzimy dwóch purpuratów: Hipacego Pocieja i biskupa Stanisława Karnkowskiego. Z prawej zaś są widoczne twarze dwóch posłów oraz kardynała Enrico Caetaniego. Za królem widzimy małego królewicza Władysława i marszałka wielkiego koronnego Mikołaja Wolskiego. U stóp Piotra Skargi siedzi Jan Piotr Sapieha. Występują też trzy kobiety: Agnieszka Firlejowa, Anna Jagiellonka, Halszka z Ostroga.
Matejko namalował obraz tuż po załamaniu powstania styczniowego, co jeszcze bardziej potęguje grozę nieruchomego, skamieniałego z przerażenia audytorium i ujętej bardzo dynamicznie, natchnionej postaci królewskiego spowiednika i kaznodziei. Michał Szweycer powstaniec listopadowy i towiańczyk, pozował do tego obrazu jako Piotr Skarga. Według innych źródeł sam Matejko dał Skardze swoją twarz.
Praca utrzymana jest w tonach fioletowo-czerwonych z dużą ilością purpury, co nadaje wrażenie dostojności przedstawienia. Postacie wydobywane są z tła za pomocą punktowo kierowanego światła. Matejko zadbał o najwierniejsze przedstawienie strojów z początku XVII wieku, także przedmioty na obrazie jak makaty, fotele, modlitewniki utrzymane są w stylu epoki.

## Dzieje obrazu w czasie II wojny światowej
Obraz został wystawiony w 1864 roku w sali Towarzystwa Przyjaciół Sztuk Pięknych w Krakowie. Został zakupiony przez Maurycego Potockiego z Zatora za 10 000 guldenów. W 1865 na wystawie w Paryżu otrzymał złoty medal. Obraz był wielokrotnie przesyłany i szybko uległ dużym zniszczeniom. W 1884 roku, w Wiedniu, pod nadzorem Daniela Penthera obraz zdublowano i naklejono na nowe płótno. Później obraz znajdował się w Warszawie w prywatnych zbiorach Augusta hrabiego Potockiego.
W 1939 roku, w obliczu zbliżającej się II wojny światowej, z inicjatywy polskich muzealników, obrazy Bitwa pod Grunwaldem i Kazanie Skargi zostały nawinięte na ten sam drewniany wał, zapakowane do drewnianej skrzyni i konnym transportem przewiezione do Muzeum Lubelskiego. Po bombardowaniu, w którym ucierpiało też muzeum, obrazy przewieziono na teren Taborów Miejskich, gdzie pod garażami, owinięte papą, złożone w drewnianej skrzyni, w cementowym sarkofagu obrazy zostały zakopane w ziemi. Odkopano je 17 października 1944 roku. Kilka lat spoczywania w wilgotnej ziemi spowodowało liczne uszkodzenia lica, rozwój pleśni, przedarcia płótna. Obrazy trafiły do pracowni konserwatorskiej w Naczelnej Dyrekcji Muzeów w Zachęcie. Pracami konserwatorski kierował Bohdan Marconi. Trwały ok. 5 lat.